# Mercenac

Mercenac és un municipi francès, situat a la regió d'Occitània, departament de l'Arieja, regat pel Salat. El 2021 tenia 351 habitants. Històricament pertanyia al feu de Coserans. Forma part de la mancomunitat de municipis de Coserans-Pirineu. El 2021 tenia 351 habitants. Comporta els veïnats de Baquérat, Costalat, Nérou i Pointis.